# NGC 2360
NGC 2360 (noto anche col nome Ammasso di Caroline o con la sigla C 58) è un ricco e famoso ammasso aperto visibile nella costellazione del Cane Maggiore.

## Osservazione

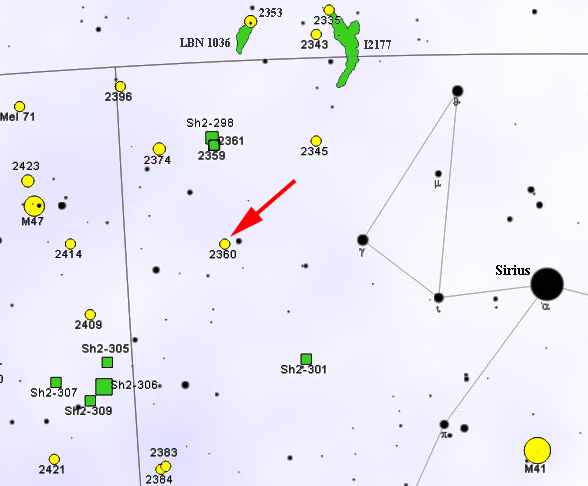
Mappa per individuare NGC 2360.

In cielo lo si trova esattamente 3,5° ad est della stella γ Canis Majoris, lungo la scia luminosa della Via Lattea; è un oggetto di piccole dimensioni, le cui stelle principali sono di decima magnitudine. Attraverso un binocolo 10x50 è visibile come una piccola macchia chiara e ben distinta, ma la sua risoluzione in stelle è impossibile; appare invece in un telescopio da 80mm come un fitto gruppo di deboli stelline, di forma allungata in senso est-ovest e con una stella bianca di magnitudine 8,9 nell'estrema propaggine orientale. Un telescopio da 200mm di apertura e ingrandimenti sugli 100x lo risolve completamente in decine di stelle.
La declinazione moderatamente australe di quest'ammasso favorisce gli osservatori dell'emisfero sud, sebbene si presenti circumpolare solo a partire da latitudini molto elevate; dall'emisfero boreale la sua osservazione risulta penalizzata soltanto dalle regioni situate a elevate latitudini settentrionali ed è osservabile da quasi tutte le aree popolate della Terra. Il periodo migliore per la sua osservazione nel cielo serale è quello compreso fra dicembre e aprile.

## Storia delle osservazioni
NGC 2360 venne individuato per la prima volta da Caroline Herschel nel febbraio del 1785 attraverso un telescopio riflettore da 4,2 pollici; lo segnalò a suo fratello William, che lo descrisse come un bell'ammasso di stelle molto compatto. Il figlio di quest'ultimo, John Herschel, lo riosservò in seguito e lo inserì poi nel suo General Catalogue of Nebulae and Clusters col numero 1507.

## Caratteristiche
NGC 2360 è un ammasso molto ricco e concentrato, sebbene non risulti particolarmente esteso o luminoso; si trova alla distanza di 1887 parsec (6152 anni luce) ed è quindi situato sul Braccio di Perseo, in un punto in cui questo inizia a presentare segni di disgregazione a causa della sua terminazione.
Si tratta di un ammasso di età intermedia, simile alle Iadi e al Presepe, formatosi probabilmente circa 560 milioni di anni fa, anche se non mancano stime di un'età maggiore, fino a 2,2 miliardi di anni; contiene una quindicina di giganti rosse evolute, fra le quali una risulta essere variabile. La sua stella più luminosa possiede una magnitudine pari a 10,4, mentre le componenti più deboli, in massima parte stelle di classe spettrale G e K, arrivano alla magnitudine 17.

### Libri
- (EN) Stephen James O'Meara, Deep Sky Companions: The Caldwell Objects, Cambridge University Press, 2003, ISBN 0-521-55332-6.

## Voci correlate

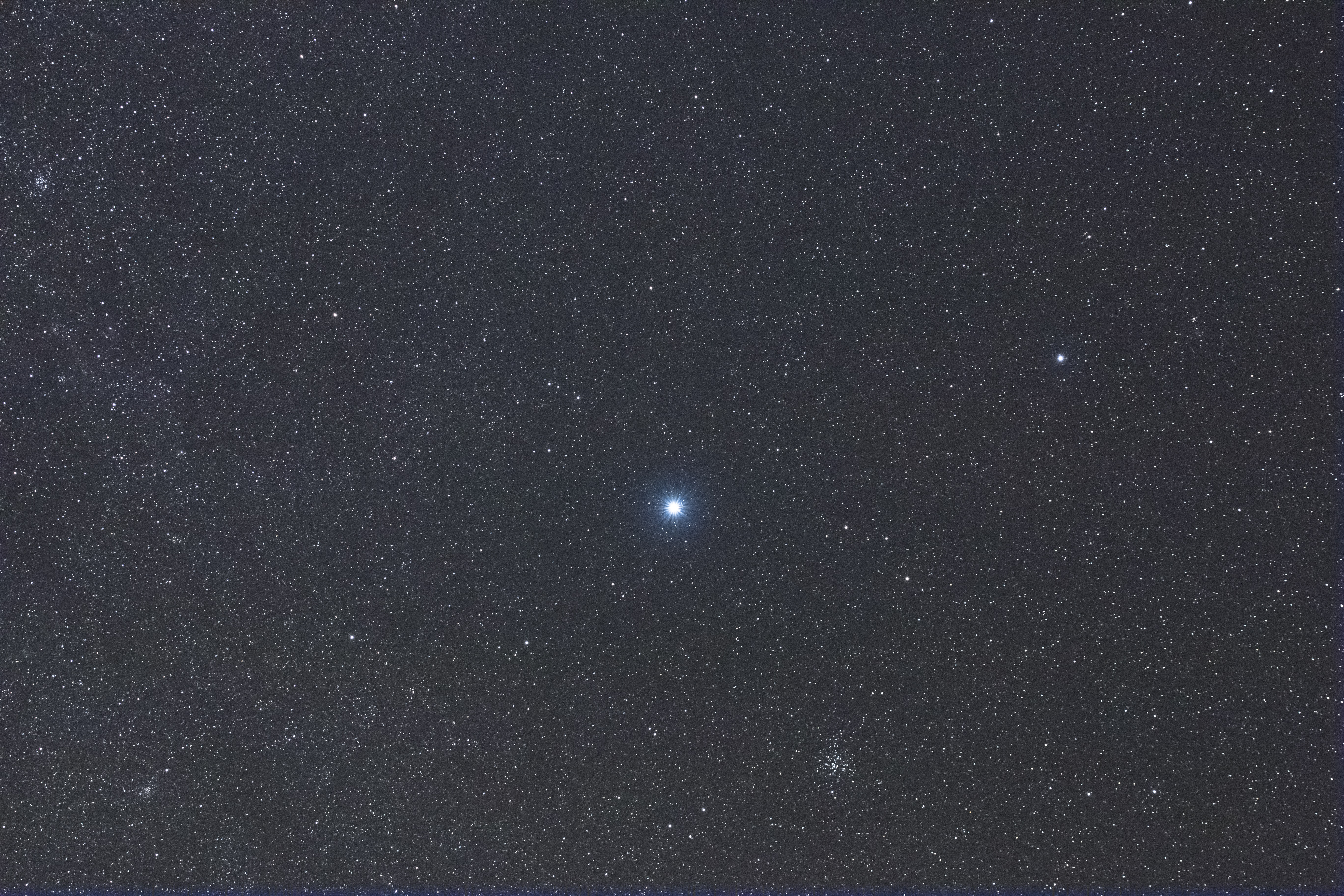
In questo campo stellare centrato sulla stella Sirio, NGC 2360 è visibile in prossimità dell'angolo inferiore sinistro. Sono visibili anche altri ammassi stellari nell'immagine, i più evidenti dei quali sono M41 (in basso al centro) e M50 (angolo superiore sinistro).

### Carte celesti
- Tirion, Rappaport, Lovi, Uranometria 2000.0 - Volume I - The Northern Hemisphere to -6°, Richmond, Virginia, USA, Willmann-Bell, inc., 1987, ISBN 0-943396-14-X.
- Tirion, Sinnott, Sky Atlas 2000.0 - Second Edition, Cambridge, USA, Cambridge University Press, 1998, ISBN 0-933346-90-5.
- Tirion, The Cambridge Star Atlas 2000.0, 3ª ed., Cambridge, USA, Cambridge University Press, 2001, ISBN 0-521-80084-6.